# Киселёв, Михаил Иванович
Киселёв Михаил Иванович (16 марта 1935, Чита) — русский физик и педагог, специалист в области электродинамики сплошных сред, управления в космическом пространстве и измерительного контроля.

## Биография
Родился в семье военного лётчика — Киселёва Ивана Михайловича.
Мать — Киселёва Софья Борисовна.
Мужскую среднюю школу № 1 окончил в городе Бузулук Оренбургской (Чкаловской) области с золотой медалью (1952).
В в том же году начинает обучение на физическом факультете МГУ им. М. В. Ломоносова.
На кафедре теоретической физики занимается под руководством проф. К. П. Станюковича изучением и многофакторным описанием самосогласованных процессов в сложных системах применительно к задачам магнитной гидро- и газодинамики. Слушает на научных семинарах и конференциях доклады нобелевских лауреатов Н. Бора, П. Дирака, П. Л. Капицу, Л. Д. Ландау, Н. Н. Семёнова, И. Е. Тамма, академиков Н. Н. Боголюбова, С. Н. Вернова, Я. Б. Зельдовича, М. А. Леонтовича, А. И. Несмеянова, А. Н. Тихонова.

## Научная деятельность
В 1959 получил квалификацию физика и поступил в аспирантуру того же факультета, после окончания которой в 1962 году защитил диссертацию на соискание учёной степени кандидата физико-математических наук. Будучи студентом и аспирантом привлекался к выполнению поисковых НИР на предприятиях судостроительной и ракетно-космической отраслей.
В 1962 году решением ВПК СМ СССР направлен на работу во ВНИИ электормеханики. ГК СМ СССР по автоматизации и машиностроению (старший научный сотрудник — ведущий конструктор).
В 1964 году в порядке перевода откомандирован в распоряжение ЦКТБ по электробурению ГК по электротехнике при Госплане СССР (начальник лаборатории новых процессов электробурения). В 1967 откомандирован в порядке перевода во ВНИИ оптико-физических измерений Госстандарта, где, работая в должностях начальника сектора (до 1968 г.), начальника лаборатории (до 1974 г.) и старшего научного сотрудника, занимался проблемами обеспечения измерений и регистрации сигналов в условиях фоновых помех, являлся членом межведомственной комиссии по данной проблеме.
С 1962 г. по 1970 г. основную работу совмещал с преподаванием физики в МГТУ им. Н. Э. Баумана. В 1971 году защитил во ВНИИОФИ диссертацию на соискание ученой степени доктора физико-математических наук. С 1975 года после избрания по конкурсу работает в МГТУ им. Н. Э. Баумана. В 1975—1999 г.г. — профессор кафедры «Физика» МГТУ им. Н. Э. Баумана (недоступная ссылка), а с 1999 года по настоящее время — профессор кафедры «Метрология и взаимозаменяемость» МГТУ им. Н. Э. Баумана, в 2001—2012 г.г. — заведующий этой кафедры.
Кроме всех видов занятий, предусмотренных учебными программами в течение 1960-х — 1980-х годов прочитал факультативные курсы, сочетавшиеся с научными семинарами, «Использование естественных ресурсов космического пространства для управления космическими летательными аппаратами», «Метод Гамильтона в физике», «Физико-технические проблемы процедуры измерений», «Электродинамическое метание масс».
Для обеспечения учебного процесса на кафедре «Метрология и взаимозаменяемость» впервые в стране поставил курс «Фундаментальные физические основы измерений и эталоны», прочитанный им также в Архангельском государственном университете. Здесь же им разработаны и реализуются программы курсов: «Введение в квантовую метрологию», «Введение в теорию самоорганизации», «Введение в теорию управления квантово-механическими системами и процессами», «Основы нерелятивистской квантовой механики», «Фундаментальные физико-технические основы нанометрологии», «Квантовая физика наносистем».

## Заслуги
Киселёв М. И. — известный специалист в области прикладной физики и измерительной техники. Под его научным руководством на сегодняшний день защищены 19 кандидатских и 2 докторских диссертации.
Им опубликовано более 200 печатных научных работ, получено более 40 авторских свидетельств, часть из которых защищена патентами.
Получил принципиально новые результаты в области:
- теории безградиентного магнито-акустического разогрева металлов и сплавов;
- теории адиабатически инвариантных измерительных систем;
- разработки безрасходных систем управления космическими летательными аппаратами.

Создал научное направление «Информационно-метрологическое сопровождение жизненного цикла машин и механизмов» на базе фазохронометрического измерительно-вычислительного прогнозирующего мониторинга. Является научным руководителем и участником выполнения ряда уникальных научно-исследовательских работ в интересах изделий оборонной техники, энергетического и транспортного машиностроения.
Ведет большую общественную работу как член диссертационных советов, председатель оргкомитетов и научный руководитель Международных и Всероссийских научно-технических конференций «Инженерно-физические проблемы новой техники», «Состояние и проблемы измерений», «Чкаловские чтения», постоянно действующих научных семинаров.
Является «Заслуженным работником ВШ РФ», отмечен малой серебряной медалью А. С. Попова.
Член Общероссийской общественной организации «Нанотехнологическое общество России».
Академик «Академии проблем качества», «Метрологической академии» РФ.
Председатель диссертационного совета Д 212.141.18. Ученый совет МГТУ им. Н. Э. Баумана |  Диссертационные советы МГТУ им. Н. Э. Баумана
Член Совета Учебно-методического объединения ВУЗов России по университетскому политехническому образованию
Научный руководитель научно-образовательного инжинирингового центра «Прецизионное метрологическое обеспечение машиностроения» МГТУ им. Н. Э. Баумана.